# Tadeusz Ajdukiewicz
Tadeusz Ajdukiewicz (Wieliczka, 1852 – Cracovia, 9 gennaio 1916) è stato un pittore polacco, meglio conosciuto per le sue scene di battaglia, ritratti, paesaggi e dipinti di cavalli.

## Biografia
Dal 1868 al 1873, studiò presso la Scuola di Belle Arti di Cracovia, dove ebbe come insegnante, tra gli altri, Władysław Łuszczkiewicz. In seguito, proseguì la sua formazione presso l'Accademia di belle arti di Vienna e quella di Monaco di Baviera. Le prime opere che espose al pubblico furono scene della Rivolta di Gennaio.
Lunghi viaggi di studio lo portarono in Egitto, Asia minore e nella Russia meridionale. Nel 1877 espose alcune opere con motivi orientali molto apprezzati all'epoca.
Fece un viaggio a Vienna e a Monaco dove prese anche una borsa di studio con Wojciech Kossak e studiò presso l'atelier di Józef Brandt. Nel 1882 visse a Vienna, dove lavorò anche in politica. Dipinse un ritratto del principe del Galles nel 1883 mentre stava a Londra.
Ajdukiewicz viaggiò a Costantinopoli nel 1884 e fu ospite del sultano Abdul Hamid II. Successivamente, lavorò a Sofia, San Pietroburgo e Bucarest. Entrò a far parte della prima brigata delle Legioni polacche nel 1914 creata da Józef Piłsudski dove però finì con la sua morte durante la battaglia a Cracovia il 9 gennaio 1916.

## Galleria d'immagini

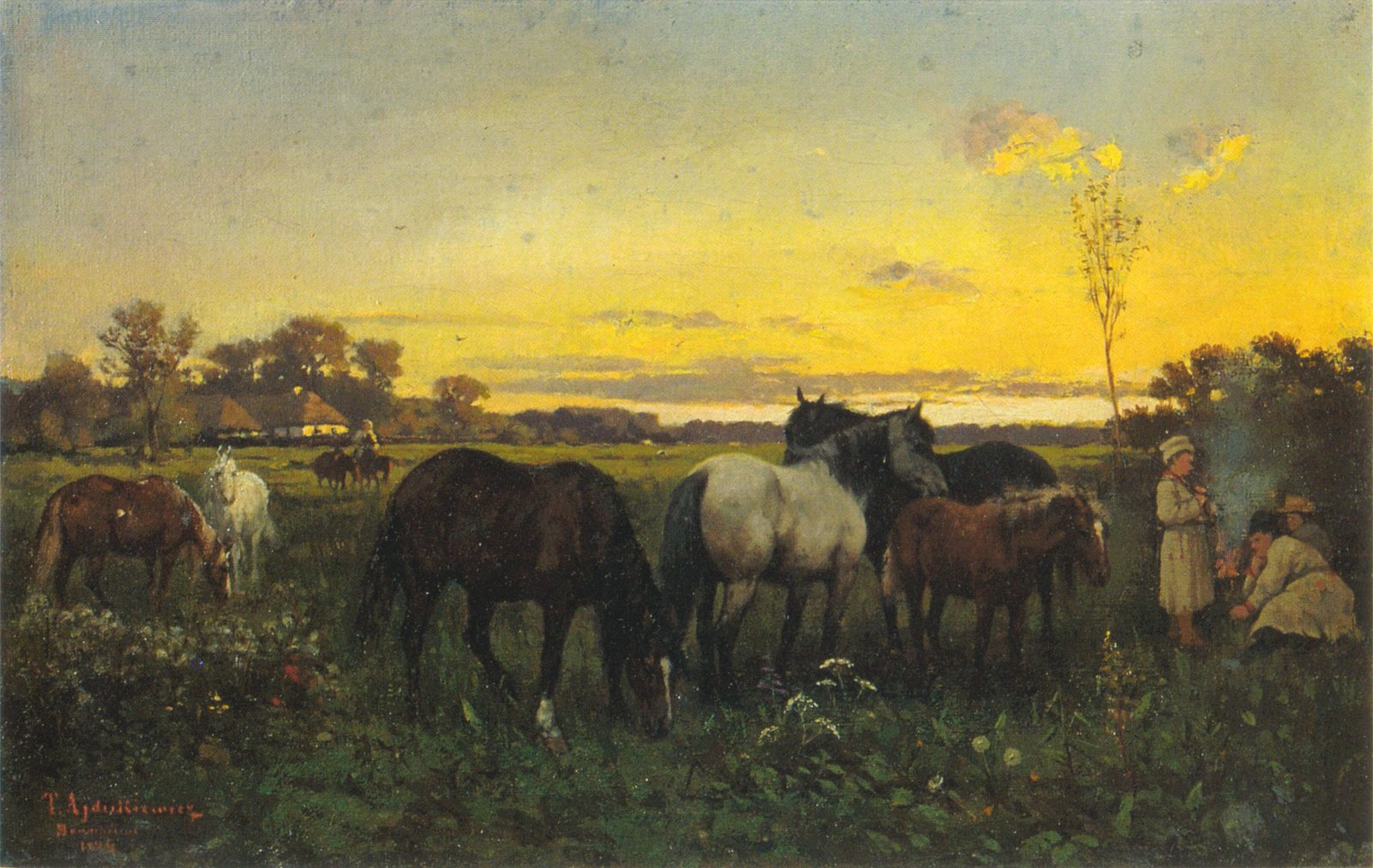
Konie na pastwisku
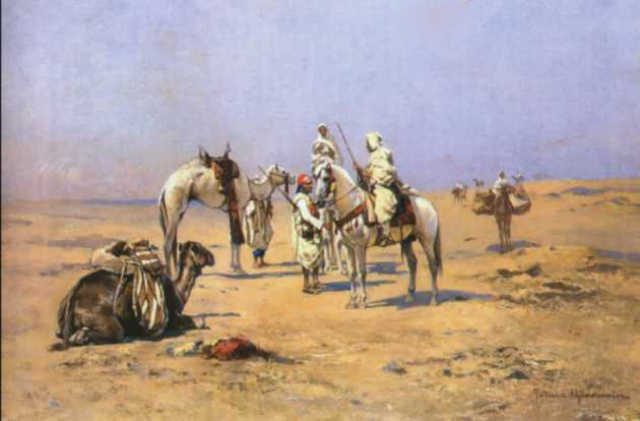
Spotkanie na pustyni
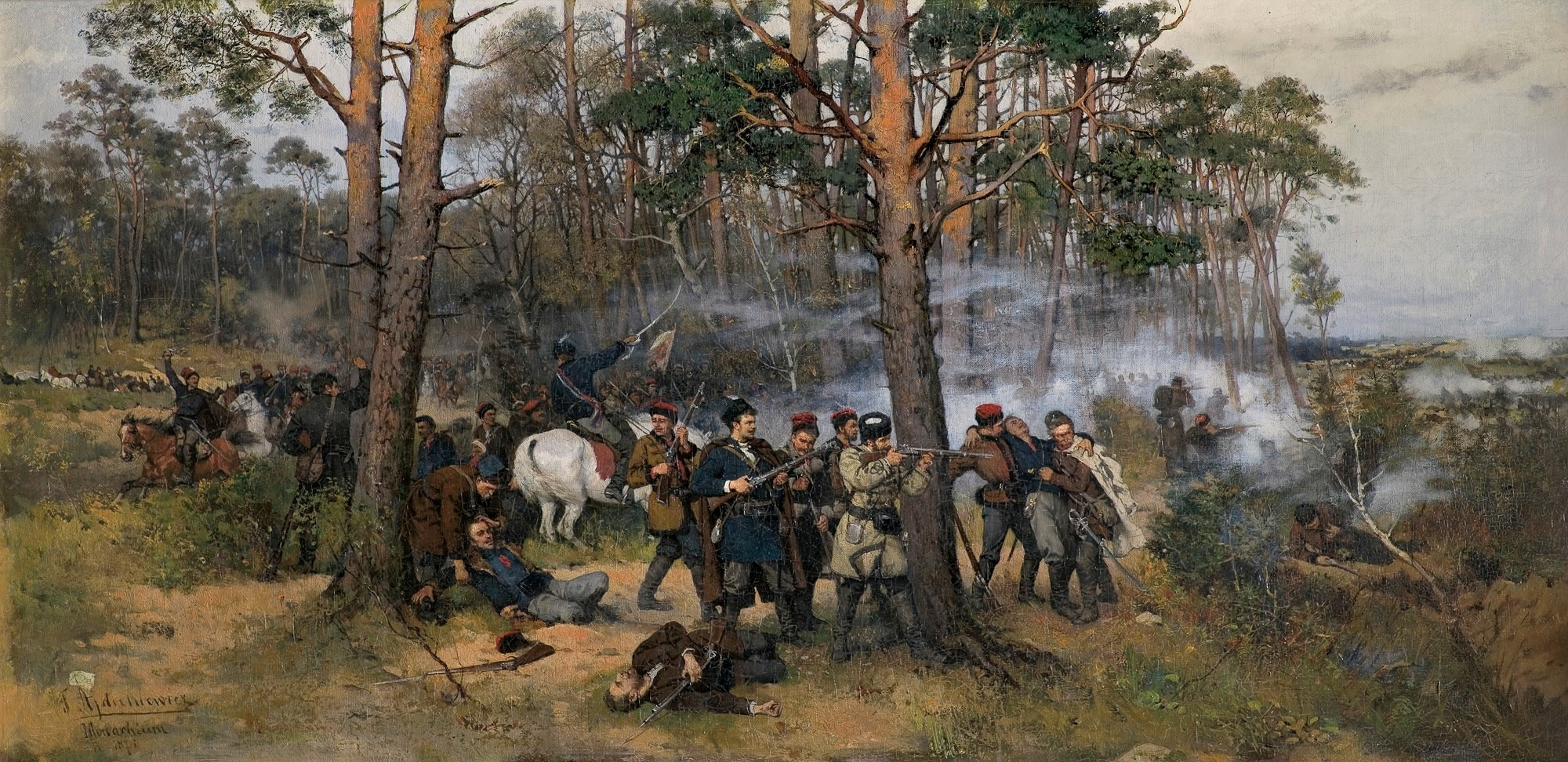
Scena dell'insurrezione del 1863
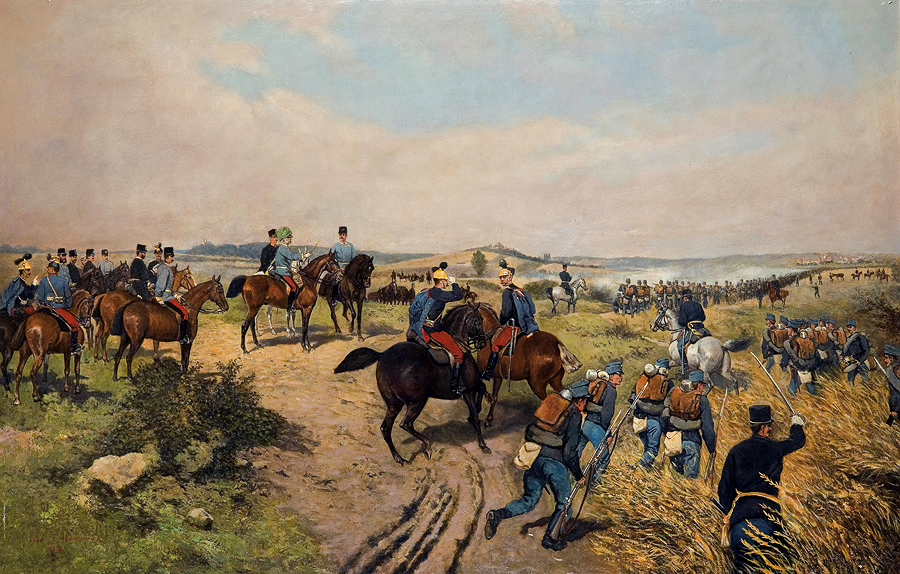
Esercizi militari del 1885